# Siroe (Metastasio)
Siroe re di Persia ist ein Opern-Libretto in drei Akten von Pietro Metastasio. Erstmals aufgeführt wurde es in der Vertonung von Leonardo Vinci am 2. Februar 1726 im Teatro San Giovanni Grisostomo, Venedig. Insgesamt wurde es mehr als 35 Mal vertont.
Eine deutsche Übersetzung des Librettos von Johann Anton Koch erschien 1771 unter dem Namen Siroes, König in Persien im dritten Band seiner unvollendet gebliebenen Gesamtausgabe Des Herrn Abt Peter Metastasio Kayserl. Königl. Hofpoetens Dramatische Gedichte.

## Handlung
Die Oper handelt vom persischen König Cosroe (Chosrau II.), der anstelle seines erstgeborenen Sohnes Siroe (Kavadh II.) den zweitgeborenen Medarse (Mardanschah) zu seinem Nachfolger ernennen möchte und damit den Volkszorn erregt.

„Cosroes II. König in Persien, der von ausserordentlicher Zärtlichkeit vor seinen jüngern Sohn, Medarses, einen heimtückischen Prinz eingenommen war, suchte denselben neben sich auf den Thron zu setzen, und seinen ältern Sohn Siroes, einen tapfern dabey aber heftigen Prinz, zu hintergehen. Jedoch dem diesem letztern darunter geschehenen Unrechte wiedersetzte sich das Volk und das Kriegsheer, welche ihn unendlich liebten, und zu seinem Vortheile einen Aufstand erregten.
Cosroes war, als er die Grenzen des Persianischen Reichs durch die Waffen erweiterte, mit seinen Siegen so weit gedrungen, daß er den König von Cambaja, Asbites, des Reichs, und des Lebens beraubt hatte. Es war auch derer Ueberwinder Händen niemand von der Königl. Familie entgangen, ausgenommen die Prinzeßin Emire, des Asbites Tochter. Diese irrete lange in der Fremde herum, und begab sich endlich, theils aus vorher gefaßter Liebe vor den Siroes, theils aus Begierde den Tod ihres Vaters zu rächen, in männlicher Kleidung, unter dem Namen Hystaspis, an des Cosroes Hof, verbarg daselbst beständig ihren Haß, blieb allen, ausser dem Siroes, der sie selbst dahinn gebracht, unbekannt, und wußte des Cosroes Gnade so sehr zu gewinnen, daß sie sein größter Vertrauter ward.
Von dieser theils aus der Byzantinischen Geschichte gezogenen, theils durch wahrscheinliche Erdichtung veränderten Begebenheit, ist diese Drammatische Vorstellung hergenommen.
Der Schauplatz ist in der Stadt Seleucia.“

Die folgende Inhaltsangabe basiert auf dem Libretto der 1763 in Dresden aufgeführten zweiten Fassung der Vertonung von Johann Adolph Hasse.

### Vorgeschichte
Der persische König Cosroe hat seinen Gegner Asbite, den König von Cambaia, besiegt und dessen Familie ermorden lassen. Lediglich die Tochter Emira hat überlebt und plant Rache. Zu diesem Zweck hat sie sich als Mann verkleidet und unter dem Namen Idaspe an Cosroes Hof begeben. Nur ihr Geliebter, ausgerechnet Cosroes ältester Sohn Siroe, kennt ihre wahre Identität.

### Erster Akt
Ein großer der Sonne gewidmeter Tempel mit Sonnenaltar und -bildnis
Cosroe hat seine Söhne in den Sonnentempel berufen, um seine Nachfolge zu regeln. Bevor er seine Wahl bekanntgibt, verlangt er von beiden einen Eid, seine Entscheidung anzuerkennen und den Frieden zu wahren. Der jüngere Sohn Medarse ist davon überzeugt, dass die Wahl auf ihn fallen werde und gehorcht sofort. Siroe jedoch weigert sich und wirft seinem Vater vor, Medarse zu bevorzugen. Wie erwartet ernennt Cosroe Medarse zum Thronerben. Siroe weist seinen Bruder darauf hin, dass er noch nicht König ist und bis dahin noch viel passieren kann. Da kommt die als Idaspe verkleidete Emira. Um allein mit Siroe sprechen zu können, schickt sie Medarse fort. Anschließend rät sie Siroe, das Volk um Unterstützung anzurufen. Außerdem verlangt sie von ihm als Preis für ihre Liebe, dass er sie dabei unterstützt, seinen Vater zu töten. Jetzt kommt auch Laodice. Sie ist Cosroes Mätresse, liebt aber Siroe. Obwohl dieser ihre Gefühle nicht erwidert, behauptet Emira/Idaspe, dass er sie liebe. Siroe ist entsetzt, kann aber nicht einschreiten. Aufgrund seines Verhaltens zweifelt Laodice dennoch an seiner Liebe. Nachdem Emira/Idaspe den Tempel verlassen hat, fordert Laodice Siroe auf, seine Liebe endlich zu gestehen. Er verweist jedoch auf ihre Beziehung mit Cosroe und deutet ein weiteres Hindernis an, das er jetzt noch nicht offenbaren könne. Schließlich gesteht er, in eine andere verliebt zu sein, und rät ihr, ihn zu vergessen.
Laodice fühlt sich verschmäht und schwört Siroe Rache. Sie nimmt sich vor, ihren Bruder Arasse, einen General der persischen Armee und Freund Siroes, um Hilfe zu bitten. Arasse kommt und berichtet ihr vom drohenden Volksaufstand wegen der Wahl Medarses. Er bittet Laodice, bei Cosroe zu Siroes Gunsten zu sprechen. Sie lehnt dies ab und behauptet, sein Sturz sei wünschenswert. Arasse will seine Freundschaft zu Siroe jedoch nicht einer Laune Laodices opfern.
Inneres Zimmer Cosroes mit einem kleinen Tisch und einem Stuhl
Siroe möchte seinen Vater vor Emira/Idaspes Racheplan warnen. Um dabei die Identität seiner Geliebten nicht preiszugeben, hat er einen anonymen Brief geschrieben. Da Cosroe gerade kommt, versteckt er sich. Auch Laodice kommt und beklagt sich bei Cosroe, dass Siroe sie gewaltsam bedrängt habe. Cosroe ist empört über seinen Sohn, setzt sich und findet den von Siroe geschriebenen Brief. Auch Medarse kommt ins Zimmer. Cosroe liest ihm den Brief vor, in dem er vor einem Verräter gewarnt wird, der einer seiner besten Freunde sei. Medarse behauptet nun, er habe den Brief geschrieben, und der Verräter sei Siroe. Dieser habe ihn zur Mithilfe bei seinem geplanten Vatermord überreden wollen. Siroe verlässt sein Versteck und bezichtigt Medarse der Lüge. Schließlich kommt auch Emira/Idaspe hinzu und erfährt vom Inhalt des Briefes. Siroe weigert sich weiterhin, den Namen des Verräters zu nennen und wird nun auch von Emira/Idaspe beschuldigt. Siroe beklagt, seine Unschuld nicht beweisen zu können und verlässt den Raum. Unsicher glaubt Cosroe, zumindest Idaspe trauen zu können. Medarse und Laodice verleihen ihrer Enttäuschung über Siroes Verhalten Ausdruck. Unerwarteterweise verteidigt Emira/Idaspe diesen nun. Laodice ist verwirrt über Emiras/Idaspes Verhalten, aber Medarse glaubt, dass seine Intrigen bald zum Ziel führen werden.

### Zweiter Akt
Der königliche Tiergarten
Laodice bedauert, dass sich das befriedigende Gefühl nach Durchführung ihrer Rache so schnell verloren hat. Sie bittet Siroe um Verzeihung und verspricht ihm, mit Cosroe zu sprechen, um ihre falschen Beschuldigungen zurückzunehmen. Siroe lehnt das ab, da es nur Verdacht erregen würde. Er wünscht lediglich, dass sie aufhöre, ihn zu lieben. Traurig geht sie.
Nun kommt Emira und beschuldigt Siroe der Untreue und Feigheit, weil er seinem Vater nicht von ihrem Plan erzählt hat. Sie meint, als Kinder von Feinden müssten sie ebenfalls Feinde sein. Er müsse deshalb seinen Vater vor ihr warnen, und sie müsse dies verhindern. Da sie ihren Rachewunsch nicht aufgeben will, zieht er seinen Degen, um sich selbst zu töten. In diesem Moment kommt Cosroe. Er glaubt, Siroe habe die Waffe gegen Idaspe erhoben. Siroe bezichtigt sich selbst und bittet seinen Vater um den Tod. Als Emira/Idaspe darauf hinweist, dass er den Namen des Verschwörers noch nicht genannt hat, erklärt Siroe, dass es vielleicht sogar Idaspe selbst sein könne. Cosroe glaubt ihm jedoch nicht und lässt ihn abführen. Da Cosroe nun ganz in Gedanken über seinen Sohn versunken ist, erkennt Emira eine Gelegenheit, ihn anzugreifen und zieht ihren Säbel. Sie wird jedoch von Medarse unterbrochen und redet sich damit heraus, Cosroe den Säbel zu Füßen legen zu wollen. Cosroe fühlt sich geehrt und bittet Emira/Idaspe den Säbel wieder an sich zu nehmen und nach dem Verräter zu suchen. Sie geht.
Medarse berichtet Cosroe, dass Siroe bereits das Volk auf seine Seite gezogen habe. Die einzige Lösung sei nun, ihn zu töten. Da Cosroe dies ablehnt, schlägt Medarse vor, Siroe zum König zu ernennen. Er sei dann auch bereit, ihn anzuerkennen. Cosroe zweifelt nun nicht mehr an der Schuld Siroes. Er kann es aber auch nicht über sich bringen, ihn zu bestrafen.
Ein an den Tiergarten grenzendes Zimmer mit Stühlen
Arasse drängt Siroe zum Handeln. Man müsse sowohl das Volk als auch die Armee hinzuziehen. Obwohl Siroe dies ablehnt, weil er keinen Verrat begehen will, schwört Arasse ihm Treue und geht. Cosroe und Emira/Idaspe kommen in das Zimmer. Cosroe möchte mit Siroe allein reden. Er lässt den Raum verschließen und schickt Emira/Idaspe fort, die das Gespräch aber belauscht. Nun versucht er alles Mögliche, um Siroe zum Reden zu bringen. Er sei bereit, ihm zu vergeben, dass er Laodice verführen wollte, Idaspes Tod wünsche und einen Aufstand plane, sofern er den Namen der Verräter nenne. Aber erst als er erklärt, auch den Verrätern vergeben zu wollen, fängt Siroe an zu reden. Er wird aber von Emira/Idaspe unterbrochen, die auf die wartende Laodice hinweist und bei dieser Gelegenheit Siroe zuraunt, dass er schweigen solle. Cosroe bietet Siroe nun an, ihn mit Laodice zu vermählen, aber Siroe erklärt, sie zu hassen. Jetzt glaubt Cosroe, Siroe wünsche seinen Tod und fordert ihn auf, ihn zu töten – aber auch darauf geht Siroe nicht ein. Cosroe lässt nun Laodice holen. Nachdem sie gekommen ist, stellt er Siroe ein Ultimatum: Wenn er zur Aussage bereit sei, erhalte er die Herrschaft und Laodice. Ansonsten erwarte ihn der Untergang im Kerker. Er solle Idaspe den Namen des Verräters nennen. Nachdem Cosroe gegangen ist, spottet Emira/Idaspe über Siroes künftige Vereinigung mit Laodice. Er antwortet, Idaspe solle für ihn entscheiden und geht.
Um Zeit zu gewinnen, erklärt Emira/Idaspe Laodice, dass sie/er in sie verliebt sei. Laodice nutzt das und bittet Idaspe als Zeichen der Liebe darum, Siroe umzustimmen. Emira/Idaspe lehnt dies ab, und Laodice verlässt zornig den Raum. Emira schwankt zwischen ihrem Wunsch nach Rache und ihrer Liebe zu Siroe.

### Dritter Akt
Schlosshof
Cosroe beauftragt Arasse, Siroe zu töten. Arasse versucht, ihn umzustimmen. Er glaube nicht, dass das Volk dadurch befriedet werden könne. Cosroe ist jedoch fest entschlossen, und schließlich erklärt sich Arasse bereit, den Befehl auszuführen.
Laodice berichtet Cosroe, dass das Volk nach Siroe verlangt. Cosroe erzählt ihr vom Mordauftrag. Laodice gesteht ihm nun, dass sie Siroe fälschlich des Vergewaltigungsversuchs beschuldigt hat, weil er ihre Liebe nicht erwiderte. Sie bittet ihn, Siroe am Leben zu lassen, aber Cosroe lässt sich nicht umstimmen.
Auch Emira/Idaspe bittet Cosroe um Gnade für Siroe und weist darauf hin, dass Siroe immer ein vorbildlicher Sohn war. Ihr Bitten hat Erfolg, und Cosroe gibt ihr sein Siegel als Zeichen der Vollmacht, den Mord aufzuhalten. Da kommt Arasse zurück und meldet, dass Siroe tot sei. Mit seinen letzten Worten habe er ihn gebeten, seinem Vater treu zu dienen. Emira/Idaspe macht Cosroe schwere Vorwürfe und gibt sich ihm nun als seine Feindin Emira zu erkennen. Siroe habe immer nur versucht, ihn zu verteidigen. Die Vorwürfe gegen ihn seien falsch. Sie übergibt Arasse ihren Säbel und lässt sich von ihm und der Wache abführen. Cosroe bleibt trostlos zurück.
Verschlossene Gefängniszelle in der Festung
Emira fordert Arasse auf, nun auch sie zu töten. Dieser gesteht ihr nun, dass er die Tat lediglich vorgetäuscht habe und Siroe noch lebe. Er bittet Emira, sich eine Weile versteckt zu halten, bis er das Volk zusammengerufen habe. Dann könne sie sich mit Siroe vermählen. Er geht.
Medarse kommt in den Kerker und findet Emira dort. Weil er ihre wahre Identität noch nicht kennt, zeigt sie ihm das königliche Siegel als Legitimation. Als Medarse erklärt, Siroe töten zu wollen, sagt Emira/Idaspe ihm, dass dieser bereits tot sei. Um sicher zu gehen, möchte Medarse jedoch die Leiche sehen. Emira entschließt sich zu einer List und bietet ihm zum Schein ihre Hilfe an. Da kommt Siroe hinzu. Medarse zieht den Degen, bekommt jedoch Gewissensbisse und gibt die Waffe Emira/Idaspe, damit sie Siroe tötet. Sie jedoch übergibt sie Siroe und bekennt Medarse ihre Identität als Emira. Arasse kommt mit einigen Wachleuten hinzu und meldet, dass das Volk Siroe zum König erkoren habe. Er lässt ihm seine Wache zum Schutz da und geht. Emira folgt ihm. Da er keine Unterstützer mehr hat, gibt Medarse schließlich auf. Siroe verzeiht ihm jedoch großmütig und gibt ihm seine Waffe zurück. Er geht. Der allein zurückgebliebene Medarse reflektiert über den Wert der Tugend.
Großer Platz in Seleukia mit Aufbauten zur Krönung Medarses, die anschließend zur Krönung Siroes verwendet werden; in der Ferne der königliche Palast
In einem letzten Kampf gegen die Aufrührer unterliegt die königliche Wache. Cosroe, Emira und Siroe treten nacheinander auf. Es folgt Arasse mit dem Volk. Cosroe verteidigt sich noch gegen einige der Verschworenen. Emira ruft sie zurück, um die Rache selbst ausüben zu können, aber Siroe hält sie davon ab. Cosroe ist froh, seinen Sohn lebendig wiederzusehen. Medarse und Laodice bitten Cosroe um Strafe für ihre Vergehen. Siroe erklärt, dass er niemandem zürne und bittet auch Emira, ihren Hass zu vergessen. Nur so könne er sie als Geliebte annehmen. Angesichts seines Beispiels gibt Emira schließlich nach und verzichtet auf ihre Rache. Cosroe erklärt Siroe zum König und vermählt ihn mit Emira. Mit einem Chor endet die Oper.

## Geschichte
Die historische Grundlage für das Drama, die Absetzung des persischen Königs Chosrau II. durch seinen Sohn Kavadh II. Siroe, findet sich im vierzehnten Buch der Epitome Historion des byzantinischen Geschichtsschreibers Johannes Zonaras, im ersten Buch der Historia saracenica des arabisch-christlichen Historikers George Elmacin (Ibn al-’Amid) und im elften Band der Annales ecclesiastici von Cesare Baronio, die wiederum auf der Chronographia von Theophanes (A. M. 6118) beruhen.
Zu den zeitgenössischen Vorlagen Metastasios könnten Cosroès von Jean Rotrou (1649) und das Libretto Ormisda von Apostolo Zeno (1721) zählen. Letzteres hat eine ähnliche Handlung und spielt eine Generation früher ebenfalls in der Sassaniden-Dynastie.
In der Uraufführung von Leonardo Vincis Vertonung am 2. Februar 1726 im Teatro San Giovanni Crisostomo in Venedig sangen in den Hauptrollen mit Marianna Benti Bulgarelli (genannt „La Romanina“) als Emira and Nicolò Grimaldi (genannt „Nicolini“) als Siroe zwei damalige Opernstars, die bereits 1724 an der Aufführung von Didone abbandonata teilgenommen hatten. Der Soprankastrat Giovanni Carestini sang die Rolle des Medarse. Eine Vertonung von Georg Friedrich Händel wurde 1728 in London aufgeführt (→ Siroe (Händel)). Davide Perez erzielte mit seiner Oper von 1740 einen ersten Erfolg in Neapel. In dieser Aufführung sang Caffarelli den Siroe und Giovanni Manzuoli den Medarse. Nicola Confortos Vertonung von 1752 festigte seine Position als Komponist in Madrid. Der Soprankastrat Venanzio Rauzzini debütierte 1767 an der Münchener Hofoper mit der Vertonung von Tommaso Traetta.

## Vertonungen
Folgende Komponisten legten dieses Libretto einer Oper zugrunde:
| Komponist                                                            | Uraufführung                                      | Aufführungsort     | Anmerkungen |  |
| -------------------------------------------------------------------- | ------------------------------------------------- | ------------------ | --- |  |
| Leonardo Vinci                                                       | 2. Februar 1726, Teatro San Giovanni Crisostomo   | Venedig            | auch Karneval 1728 im Teatro su la via Nuova in Verona |  |
| Giovanni Porta                                                       | 3. Juli 1726, Teatro Cocomero                     | Florenz            | auch am 26. Dezember 1726 im Teatro Regio Ducale in Mailand |  |
| Domenico Sarro                                                       | 25. Januar 1727, Teatro San Bartolomeo            | Neapel             | |  |
| Nicola Antonio Porpora                                               | 11. Februar 1727, Teatro delle Dame               | Rom                | auch 1733 in Perugia; Karneval 1738 im Teatro dell’Accademia dei Remoti in Faenza                                                                                         |  |
| Antonio Vivaldi                                                      | 29. April 1727, Teatro Pubblico                   | Reggio nell’Emilia | RV 735; auch Sommer 1738 im Teatro La Fenice in Ancona; Karneval 1739 im Teatro Bonacossi in Ferrara                                                                      |  |
| Georg Friedrich Händel → Siroe (Händel)                              | 17. Februar 1728, King’s Theatre am Haymarket     | London             | HWV 24; auch zur Sommermesse 1730 im Hoftheater in Braunschweig |  |
| Andrea Stefano Fiorè                                                 | 26. Dezember 1729, Teatro Regio                   | Turin              | |  |
| Giovanni Battista Pescetti mit Baldassare Galuppi und Leonardo Vinci | 27. Januar 1731, Teatro San Giovanni Crisostomo   | Venedig            | Libretto bearbeitet von Giovanni Boldini |  |
| Antonio Bioni                                                        | 4. Februar 1732, Theater im Ballhaus              | Breslau            | |  |
| Johann Adolph Hasse                                                  | 2. Mai 1733, Teatro Malvezzi                      | Bologna            | erste Fassung; viele weitere Aufführungen in anderen italienischen Städten                                                                                                |  |
| Gaetano Latilla                                                      | Karneval 1740, Teatro delle Dame                  | Rom                | auch zur Junimesse 1753 im Teatro degli Obizzi in Padua |  |
| Davide Perez                                                         | 4. November 1740, Teatro San Carlo                | Neapel             | |  |
| Giuseppe Scarlatti                                                   | 24. April 1742, Teatro della Pergola              | Florenz            | auch Karneval 1747 im Teatro San Sebastiano in Livorno; Karneval 1750 im Teatro Regio in Turin                                                                            |  |
| Gennaro Manna                                                        | 9. Februar 1743, Teatro San Giovanni Crisostomo   | Venedig            | |  |
| Paolo Scalabrini                                                     | 1743, Theater im Ballhaus                         | Linz               | auch am 14. Dezember 1743 in der Oper am Gänsemarkt in Hamburg; Karneval 1744 im Nuovo Teatro in Prag; 1749 im Kongelige Teater in Kopenhagen                             |  |
| Antonio Maria Mazzoni                                                | 2. Juli 1746, Teatro della Fortuna                | Fano               | |  |
| Georg Christoph Wagenseil                                            | 4. Oktober 1748, Burgtheater                      | Wien               | |  |
| Gioacchino Cocchi                                                    | 26. Dezember 1749, Teatro San Giovanni Crisostomo | Venedig            | |  |
| anonym                                                               | 1751, Teatro de la Santa Cruz                     | Barcelona          | weitere Aufführungen anonymer Komponisten oder Pasticci am 4. Mai 1759 im Teatro San Samuele in Venedig und am 13. Dezember 1763 im King’s Theatre am Haymarket in London |  |
| Francesco Antonio Uttini                                             | 1752, Oper am Gänsemarkt                          | Hamburg            | |  |
| Nicola Conforto                                                      | 30. Mai 1752, Real Teatro del Buen Retiro         | Madrid             | |  |
| Francesco Poncini Zilioli                                            | Karneval 1753, Teatro Ducale                      | Parma              | |  |
| Baldassare Galuppi                                                   | 10. Februar 1754, Teatro Argentina                | Rom                | |  |
| Giovanni Battista Lampugnani                                         | 14. Januar 1755, King’s Theatre am Haymarket      | London             | auch Karneval 1759 im Teatro Omodeo in Pavia |  |
| Pasquale Errichelli                                                  | 26. Dezember 1758, Teatro San Carlo               | Neapel             | |  |
| Niccolò Piccinni                                                     | 1759                                              | Neapel             | überarbeitet von Giuseppe Brunetti am 15. August 1759 im Teatro della Pergola in Florenz                                                                                  |  |
| Hermann Friedrich Raupach                                            | 1760, Hoftheater                                  | Sankt Petersburg   | |  |
| Giovanni Battista Cedronio                                           | vermutlich 1760                                   |                    | |  |
| Johann Adolph Hasse                                                  | Karneval 1763, Hoftheater                         | Dresden            | zweite Fassung; komponiert Winter 1762/63 in Warschau |  |
| Antonio Boroni                                                       | 1764, Teatro San Salvatore                        | Venedig            | |  |
| Pietro Alessandro Guglielmi                                          | 5. September 1764, Teatro della Pergola           | Florenz            | auch am 26. Dezember 1764 im Teatro Regio Ducale in Mailand |  |
| Antonio Tozzi                                                        | 1766–67                                           | Braunschweig       | |  |
| Tommaso Traetta                                                      | Karneval 1767, Hoftheater                         | München            | |  |
| Carlo Franchi                                                        | 13. Februar 1770, Teatro Argentina                | Rom                | |  |
| Giovanni Battista Borghi                                             | Karneval 1771, Teatro San Benedetto               | Venedig            | |  |
| Giuseppe Sarti                                                       | 26. Dezember 1779, Teatro Regio                   | Turin              | |  |
| Luigi Guido Beltrami                                                 | 1783, Collegio Vescovile                          | Verona             | |  |
| Carlo Ubaldi                                                         | um 1810                                           | Turin              | |  |

## Aufnahmen und Aufführungen in neuerer Zeit
- Georg Friedrich Händel:
  - Dezember 1925: Deutschsprachige Aufführung in Gera[16]
  - 1962 und 1963: Aufführungen der Händel-Festspiele Halle. Orchester des Landestheaters Halle, Leitung: Horst Tanu Margraf, Regie: Wolfgang Gubisch[16]
  - September 1989: CD-Aufnahme. Brewer Baroque Chamber Orchestra, Leitung: Rudolph Palmer, Julianne Baird (Emira), D’Anna Fortunato (Siroe), Andrea Matthews (Laodice), John Ostendorf (Cosroe), Steven Richards (Medarse), Frederick Urrey (Arasse)[56]
  - Dezember 2000 und Januar 2001: Aufführungen in der Scuola Grande de San Giovanni Evangelista in Venedig. Venice Baroque Orchestra, Leitung: Andrea Marcon, Regie: Jorge Lavelli, Lorenzo Regazzo (Cosroe), Valentina Kutzarova (Siroe), Roberto Balconi (Medarse), Patrizia Ciofi (Emira), Jaho Ermonela (Laodice), Dario Giorgelé (Arasse)[16]
  - Mai 2003: Aufführung in der Grace Episcopal Church in Chicago[16]
  - Mai 2003: Aufführung in Köln (Aufnahme auf CD erhältlich). Capella Coloniensis, Leitung: Andreas Spering, Sebastian Noack (Cosroe), Ann Hallenberg (Siroe), Gunther Schmid (Medarse), Sunhae Im (Laodice), Johanna Stojkovic (Emira-Idaspe), Timm de Jong (Arasse)[16][57]
  - Januar 2004: Konzertante Aufführungen im Théâtre des Champs-Élysées Paris und im Arsenal de Metz. Venice Baroque Orchestra, Leitung: Andrea Marcon, Liliana Rugiero (Siroe), Patrizia Ciofi (Emira), Lorenzo Regazzo (Cosroe), Roberto Balconi (Medarse), Simone Kermes (Laodice)[16]
  - Februar und April 2004: Aufführungen in Berkeley und im Brooklyn Academy of Music Harvey Theater. Venice Baroque Orchestra, Leitung: Andrea Marcon, Regie: Jorge Lavelli, Vito Priante (Cosroe),  Liliana Rugiero (Siroe), Roberto Balconi (Medarse), Katerina Beranova (Emira), Simone Kermes (Laodice)[16]
  - Oktober/November 2007: Aufführungen im Teo Otto Theater Remscheid und im Schauspielhaus Wuppertal. Leitung: Evan Christ, Regie: Georg Köhl[16]
  - Oktober 2009: Aufführung im Stadttheater Neuburg[16]
  - Juni 2010: Aufführung der Händel-Festspiele Halle im Goethe-Theater Bad Lauchstädt. Leitung und Regie: Wulf Konold[16]
  - Mai 2013: Aufführung (Aufnahme auf CD erhältlich) im Deutschen Theater Göttingen. FestspielOrchester Göttingen, Leitung: Laurence Cummings, Regie: Immo Karaman, Yosemeh Adjei (Siroe), Anna Dennis (Emira), Aleksandra Zamojska (Laodice), Antonio Giovannini (Medarse), Lisandro Abadie (Cosroe), Ross Ramgobin (Arasse)[16][58]
- Johann Adolph Hasse:
  - September 2008: Aufführung in der St. Giles Church in London. Ensemble Serse, Leitung: Christopher Suckling, Julian Forbes (Cosroe), Katherine Marriott (Siroe), Katherine Cooper (Emira), Calvin Wells (Medarse), Catrine Kirkman (Laodice), Andrew Pickett (Arasse)[22]
  - Juni 2009: Aufführung im Savile Club in London. Ensemble Serse, Leitung: Christopher Suckling, Christopher Diffey (Cosroe), Natalia Brzezinska (Emira), Calvin Wells (Medarse), Catrine Kirkman (Laodice), Katherine Marriott (Siroe), Russell Harcourt (Arasse)[22]
  - November 2014: CD-Aufnahme. Armonia Atenea, Leitung: George Petrou, Juan Sancho (Cosroe), Max Emanuel Cenčić (Siroe), Franco Fagioli (Medarse), Mary-Ellen Nesi (Emira), Julia Lezhneva (Laodice), Lauren Snouffer (Arasse)[59]
  - Dezember 2017: Aufführungen im Oldenburgischen Staatstheater. Oldenburgisches Staatsorchester, Leitung: Wolfgang Katschner, Inszenierung: Jakob Peters-Messer, Bühne und Kostüme: Markus Mayer, Philipp Kapeller (Cosroe), Nicholas Tamagna (Siroe), Yulia Sokolik (Medarse), Hagar Sharvit (Emira), Myrsini Margariti (Laodice), Martyna Cymerman (Arasse)[60]

## Digitalisate
1. ↑  Johann Anton Koch: Des Herrn Abt Peter Metastasio Kayserl. Königl. Hofpoetens Dramatische Gedichte, aus dem Italiänischen übersetzt. Dritter Band. Krauß, Frankfurt und Leipzig 1771 als Digitalisat beim Münchener Digitalisierungszentrum.
2. 1 2  Libretto (italienisch/deutsch) der Oper von Johann Adolph Hasse, Dresden 1763 als Digitalisat bei der Staatsbibliothek zu Berlin.
3. ↑  Libretto (italienisch)  der Oper von Leonardo Vinci, Venedig 1726. Digitalisat im Corago-Informationssystem der Universität Bologna.
4. ↑  Libretto (italienisch)  der Oper von Giovanni Porta, Florenz 1726. Digitalisat im Corago-Informationssystem der Universität Bologna.
5. ↑  Libretto (italienisch) der Oper von Nicola Antonio Porpora, Rom 1727 als Digitalisat im Museo internazionale e biblioteca della musica di Bologna.
6. ↑  Libretto (italienisch)  der Oper von Antonio Vivaldi, Reggio nell’Emilia 1727. Digitalisat im Corago-Informationssystem der Universität Bologna.
7. ↑  Libretto (italienisch/deutsch) der Oper von Georg Friedrich Händel, Braunschweig 1730 als Digitalisat beim Münchener Digitalisierungszentrum.
8. ↑  Libretto (italienisch) der Oper von Giovanni Battista Pescetti, Venedig 1731 als Digitalisat im Museo internazionale e biblioteca della musica di Bologna.
9. ↑  Libretto (italienisch/deutsch)  der Oper von Antonio Bioni, Breslau 1732. Digitalisat im Corago-Informationssystem der Universität Bologna.
10. ↑  Libretto (italienisch)  der Oper von Johann Adolph Hasse, Bologna 1733. Digitalisat im Corago-Informationssystem der Universität Bologna.
11. ↑  Libretto (italienisch) der Oper von Gaetano Latilla, Rom 1740 als Digitalisat im Museo internazionale e biblioteca della musica di Bologna.
12. ↑  Libretto (italienisch)  der Oper von Gennaro Manna, Venedig 1743. Digitalisat im Corago-Informationssystem der Universität Bologna.
13. ↑  Libretto (italienisch) der Oper von Antonio Mazzoni, Fano 1746 als Digitalisat im Museo internazionale e biblioteca della musica di Bologna.
14. ↑  Georg Christoph Wagenseil: Il Siroe. Libretto (italienisch), Wien 1748. Digitalisat der Biblioteca Nazionale Braidense.
15. ↑  Libretto (italienisch)  der Oper von Gioacchino Cocchi, Venedig 1750. Digitalisat im Corago-Informationssystem der Universität Bologna.
16. ↑  Libretto (italienisch/spanisch) der anonymen Oper, Barcelona 1751 als Digitalisat bei Google Books.
17. ↑  Libretto (italienisch/spanisch) der Oper von Nicola Conforto, Madrid 1752 als Digitalisat bei Google Books.
18. ↑  Libretto (italienisch) der Oper von Baldassare Galuppi, Rom 1754 als Digitalisat im Internet Archive.
19. ↑  Libretto (italienisch)  der Oper von Giovanni Battista Lampugnani, Pavia 1759. Digitalisat im Corago-Informationssystem der Universität Bologna.
20. ↑  Libretto (italienisch) der Oper von Pietro Alessandro Guglielmi, Florenz 1764 als Digitalisat im Museo internazionale e biblioteca della musica di Bologna.
21. ↑  Libretto (italienisch/deutsch) der Oper von Tommaso Traetta, München 1767 als Digitalisat beim Münchener Digitalisierungszentrum.
22. ↑  Libretto (italienisch) der Oper von Carlo Franchi, Rom 1770 als Digitalisat im Museo internazionale e biblioteca della musica di Bologna.
23. ↑  Libretto (italienisch)  der Oper von Giovanni Battista Borghi, Venedig 1771. Digitalisat im Corago-Informationssystem der Universität Bologna.
24. ↑  Libretto (italienisch) der Oper von Giuseppe Sarti, Turin 1780 als Digitalisat beim Münchener Digitalisierungszentrum.